# Кадзан (острова)
Острова Кадзан (яп. 火山列島 кадзан-рэтто:), также Волкано, устар. «Волькано» — группа из трех островов, принадлежащих Японии и расположенных в южной части Бонинского архипелага между островами Огасавара[уточнить] и Марианскими островами примерно в 1000 км к югу от Токио. Административно подчиняются префектуре Токио (округ Огасавара).

## География
Представляют собой островную дугу из потухших вулканов, вытянутую на юг к Марианским островам, которая отделяет Филиппинское море от Тихого океана.
Острова Кадзан состоят из:
- Северный Иото (яп. 北硫黄島 Кита ио:то:, «Северный серный остров») — площадь 5,57 км², высота 792 м[1] (гора Сакагигаминэ)
- Иото (Ио) (яп. 硫黄島 Ио:то:), устар. Иодзима (яп. いおうじま Ио: дзима,  — «Серный остров») — 23,16 км², 169 м[1] (гора Сурибати)
- Южный Иото (яп. 南硫黄島 Минами ио:то:, «Южный серный остров») — 3,54 км², 916 м[1]

На Иото расположена авиабаза японских вооруженных сил, личный состав которой составляет приблизительно 400 человек. Остальные два острова необитаемы.

## История
Острова Кадзан были необитаемы до 1889 года, в котором на двух северных островах обосновались японские поселенцы, прибывшие с архипелага Идзу. В 1891 году острова были аннексированы Японией.
К 1939 году население островов составляло около 1100 человек, которые проживали в пяти населенных пунктах на Иото: Хигаси, Минами, Ниси, Кита и Мотояма (соответственно, «Восточный», «Южный», «Западный», «Северный» и «Центральная Гора»), — и в двух сёлах на Северном Иото: Исиномура («село Исино») и Нисимура («Западное село»). В 1944 году население островов составляло 1254 человека. Муниципальная администрация островов до 1940 года располагалась в Хигаси, но потом была объединена с администрацией села Огасавара.